# Rajd Kurytyby 2009
Rezultaty Rajdu Kurytyby (29. Rally Internacional de Curitiba 2009), eliminacji Intercontinental Rally Challenge w 2009 roku, który odbył się w dniach 5 marca - 7 marca. Była to druga runda IRC w tamtym roku oraz pierwsza szutrowa. Bazą rajdu było miasto Kurytyba. Zwycięzcami rajdu została brytyjsko-irlandzka załoga Kris Meeke i Paul Nagle jadąca Peugeotem 207 S2000. Wyprzedzili oni Francuzów Nicolasa Vouilloza i Nicolasa Klingera w Peugeocie 207 S2000 oraz Włochów Giandomenico Basso i Mitię Dottię w Fiacie Abarth Grande Punto S2000.
Rajdu nie ukończyło 9 zawodników. Odpadli między innymi: Fin Anton Alén (Fiat Abarth Grande Punto S2000) na 9. oesie i Argentyńczyk Marcos Ligato (Mitsubishi Lancer Evo IX).

## Klasyfikacja ostateczna
| Miejsce                  | Zawodnik                 | Pilot                    | Samochód                       | Czas                     | Strata                   | Punkty                   |
| IRC (punktowane pozycje) | IRC (punktowane pozycje) | IRC (punktowane pozycje) | IRC (punktowane pozycje)       | IRC (punktowane pozycje) | IRC (punktowane pozycje) | IRC (punktowane pozycje) |
| ------------------------ | ------------------------ | ------------------------ | ------------------------------ | ------------------------ | ------------------------ | ------------------------ |
| 1.                       | Kris Meeke               | Paul Nagle               | Peugeot 207 S2000              | 2:08:05.7                |                          | 10                       |
| 2.                       | Nicolas Vouilloz         | Nicolas Klinger          | Peugeot 207 S2000              | 2:08:31.9                | +26.2                    | 8                        |
| 3.                       | Giandomenico Basso       | Mittia Dottia            | Fiat Abarth Grande Punto S2000 | 2:08:53.6                | +47.9                    | 6                        |
| 4.                       | Freddy Loix              | Isidoor Smets            | Peugeot 207 S2000              | 2:10:37.8                | +2:32.1                  | 5                        |
| 5.                       | Alejandro Cancio         | Santiago García          | Mitsubishi Lancer Evo IX       | 2:13:25.7                | +5:20.0                  | 4                        |
| 6. (9.)                  | Rafael Túlio             | César Valandro           | Peugeot 206                    | 2:27:09.7                | +19:04.0                 | 3                        |
| 7. (10.)                 | Luis Tedesco             | Raphael Furtado          | Fiat Palio                     | 2:28:59.2                | +20:53.3                 | 2                        |
| 8. (12.)                 | Marcos Tokarski          | Beatriz Gavleta          | Peugeot 206                    | 2:29:54.5                | +21:48.8                 | 1                        |

## Zwycięzcy odcinków specjalnych
| Dzień     | Odcinek | G. rozp. | Nazwa           | Długość | Zwycięzca                   | Czas    | Lider rajdu |
| --------- | ------- | -------- | --------------- | ------- | --------------------------- | ------- | ----------- |
| 1 (6 MAR) | SS1     | 08:55    | Campo Magro 1   | 18.85km | Kris Meeke                  | 10:30.8 | Kris Meeke  |
| 1 (6 MAR) | SS2     | 10:05    | Ouro Fino 1     | 9.58km  | Kris Meeke                  | 3:59.5  | Kris Meeke  |
| 1 (6 MAR) | SS3     | 10:45    | Curitiba 1      | 12.58km | Kris Meeke                  | 5:52.0  | Kris Meeke  |
| 1 (6 MAR) | SS4     | 11:10    | Campo Magro 2   | 18.85km | Kris Meeke                  | 10:24.8 | Kris Meeke  |
| 1 (6 MAR) | SS5     | 14:50    | Curitiba 2      | 12.58km | Kris Meeke                  | 5:48.2  | Kris Meeke  |
| 1 (6 MAR) | SS6     | 15:15    | Campo Magro 3   | 18.85km | Kris Meeke                  | 10:16.5 | Kris Meeke  |
| 1 (6 MAR) | SS7     | 15:45    | Ouro Fino 2     | 9.58km  | Kris Meeke                  | 3:55.2  | Kris Meeke  |
| 2 (7 MAR) | SS8     | 08:20    | Baocaiuva       | 28.05km | Giandomenico Basso          | 18:30.3 | Kris Meeke  |
| 2 (7 MAR) | SS9     | 09:00    | Rio Pesqueiro 1 | 15.06km | Giandomenico Basso          | 10:09.1 | Kris Meeke  |
| 2 (7 MAR) | SS10    | 09:30    | Dom Pedro 1     | 19.28km | Nicolas Vouilloz            | 11:42.3 | Kris Meeke  |
| 2 (7 MAR) | SS11    | 12:05    | Rio Pesqueiro 2 | 15.06km | Kris Meeke                  | 9:56.3  | Kris Meeke  |
| 2 (7 MAR) | SS12    | 12:35    | Dom Pedro 2     | 19.28km | Nicolas Vouilloz            | 11:26.3 | Kris Meeke  |
| 2 (7 MAR) | SS13    | 13:10    | Campina         | 22.78km | Kris Meeke Nicolas Vouilloz | 14:59.3 | Kris Meeke  |